# Jezuïetencollege (Halle)

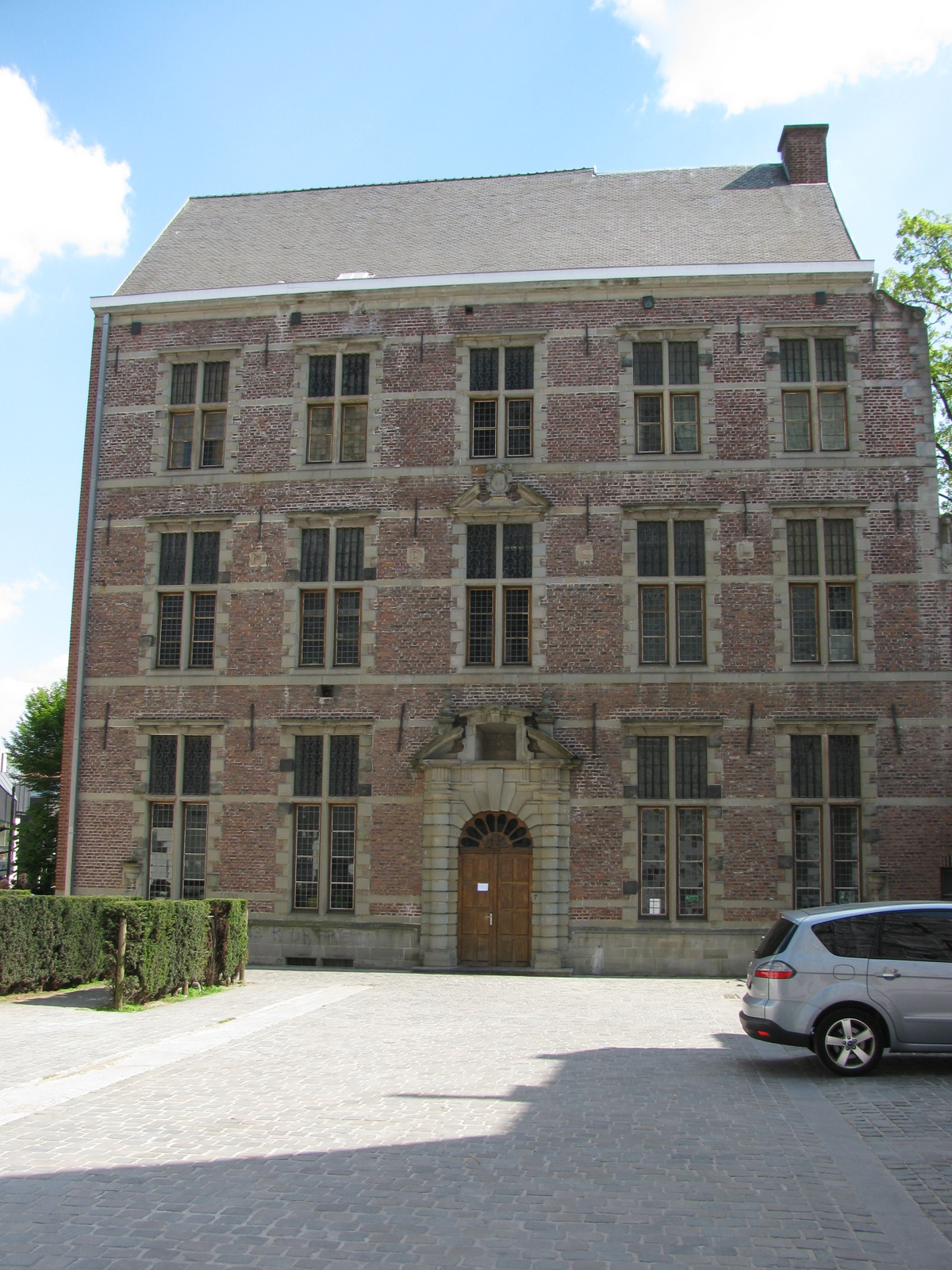
Jezuïetencollege

Het Jezuïetencollege is een historische onderwijsinstelling in de Vlaams-Brabantse stad Halle, gelegen aan de Kardinaal Cardijnstraat 7.
De Jezuïeten vestigden zich in 1620 te Halle met als bijzondere opdracht de verering vanOnze-Lieve-Vrouw van Halle. De gemeente wenste ook een onderwijsinstelling en zo kwam een humaniora tot stand die in 1632 de status van college verkreeg. Het was een gerenommeerd instituut. De lessen werden oorspronkelijk in verspreide huizen gegeven. In 1647 werd aan de bouw van een school begonnen die in 1650 gereed kwam. Het betrof een gebouw in barokstijl.
In 1773 werd de Jezuïetenorde in de Oostenrijkse Nederlanden afgeschaft door keizerin Maria Theresia.
Het gebouw ging dienst doen als ziekenhuis en bejaardentehuis. Uiteindelijk werd er een kunstacademie, de Servaisacademie, gevestigd in het gebouw, dat van 1973-1974 werd gerestaureerd.

## Gebouw
Het betreft een gebouw in baksteen en zandsteen.